# Хеброн
Хеврон пренасочва насам.  За библейския персонаж вижте Хеврон (Библия).
Вижте пояснителната страница за други значения на Хеброн.
Хеброн (на арабски: الخليل [Ал-Халил]) е най-големият град в областта Западен бряг на Палестинската автономия, административен център на провинция Хеброн.
Старият град на Хеврон е обявен за обект на световното наследство на ЮНЕСКО през 2017 г.

## География
Градът е разположен на 30 km южно от Йерусалим, на 927 m н.м.

## Население
Населението на града е 167 000 души към 2006 г. Мнозинството от тях са мюсюлмани (130 000), а останалите са 530 израилтяни и 3 християни през 1997 г.

## Известни личности
Родени в Хеброн
- Авесалом (1009 – 978 пр. Хр.), израилски княз
- Адония (X век пр. Хр.), израилски княз
- Елисавета (Библия) (I век пр. Хр. – I век), еврейска християнка

Починали в Хеброн
- Сарра (XIX век пр. Хр.), съпруга на Авраам

## Галерия
- Изглед от града
- Сграда в стария еврейски квартал
- Руски православен манастир в Хеброн